# Горчаковка
Горчаковка (укр. Гірчаківка) — село, Николо-Камышеватский сельский совет, Красноградский район, Харьковская область, Украина.
Код КОАТУУ — 6323383502. Население по переписи 2001 года составляет 38 (15/23 м/ж) человек.

## Географическое положение
Село Горчаковка находится на правом берегу реки Орчик, на расстоянии в 2 км расположено село Николо-Камышеватая.

## История
- 1743 — дата основания[1].

## Экономика
- Молочно-товарная и овце-товарная ферма.

## Достопримечательности
- Энтомологический заказник местного значения «Горчаковский». Площадь 5,0 га. Находится у села Горчаковка в балке, покрытой разнотравно-ковыльной растительностью. Место существования нескольких видов насекомых — опылителей многолетних трав.

## Известные люди
- Горчаков, Владислав Николаевич — русский поэт-дилетант.